# Nemesz
A nemesz az ókori egyiptomiaknál csíkos fejkendő, amelyet a fáraó viselt. A nemesz a királyi jelképek közé tartozott. A teljes fejtetőt és tarkót borította, néha egészen a hátig leért, kétoldalt pedig lelógott a fül mögött a vállra. Néha a kettős koronával együtt viselték.

A nemesz fejfedő vektografikus rajza.

Legkorábbi ábrázolása Den, az I. dinasztia egyik uralkodója elefántcsont táblán látható, ureusszal együtt.

## Galéria

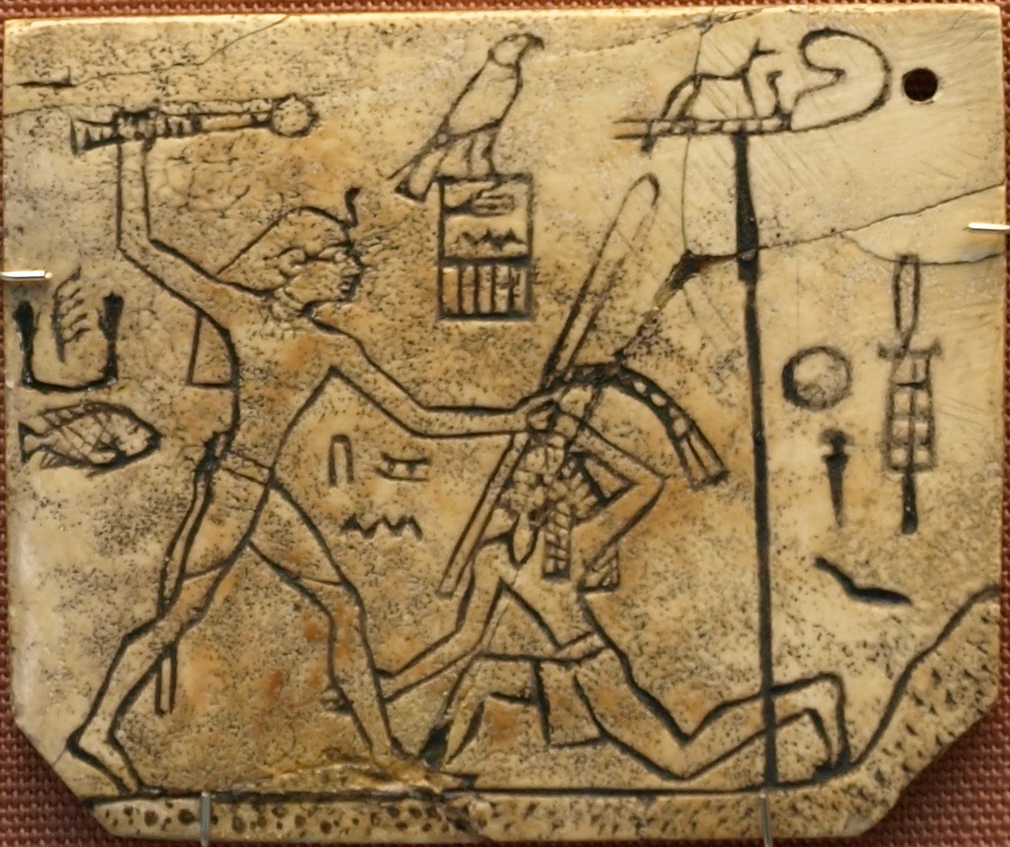
Den elefántcsont táblája
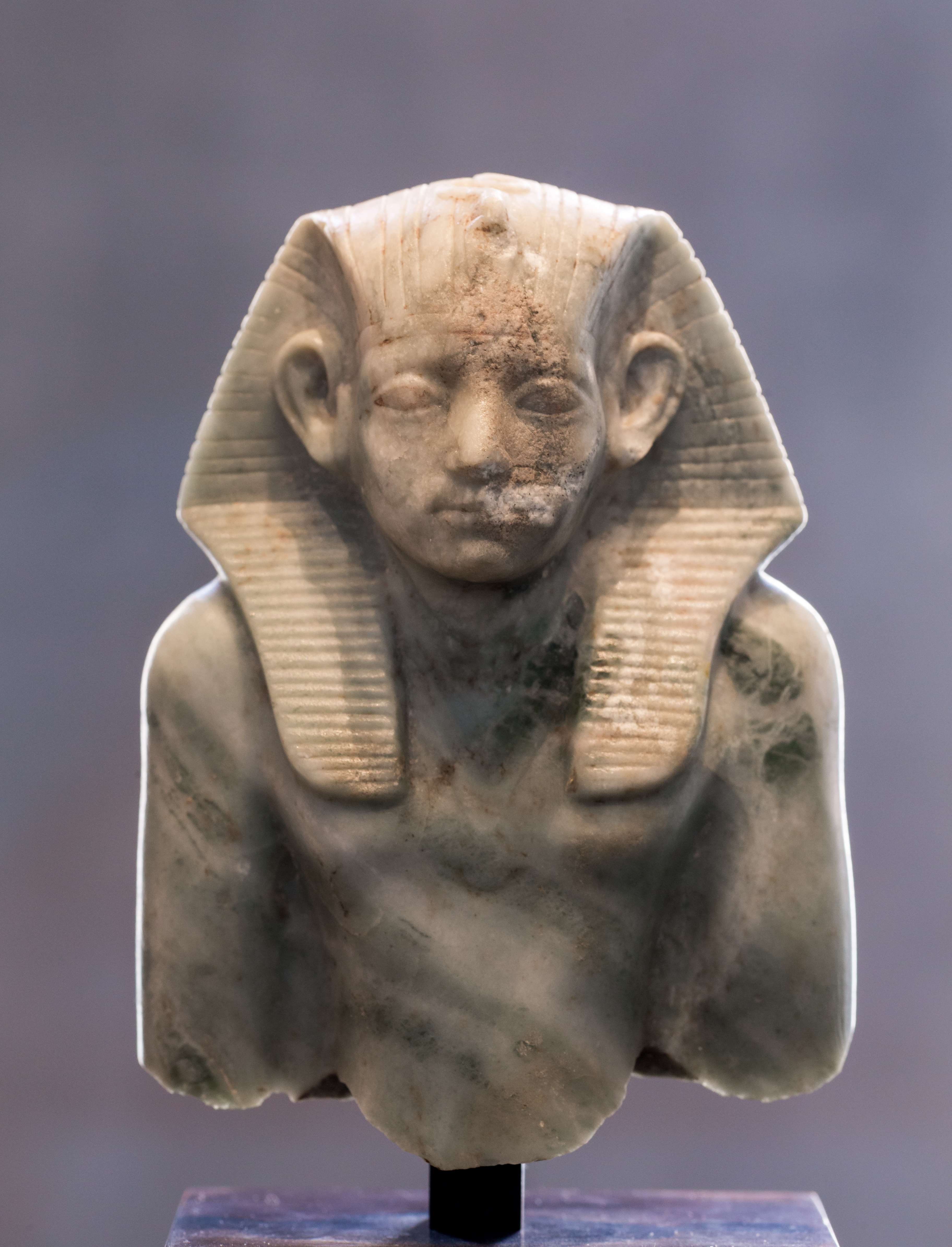
III. Amenemhat szobra nemesszel
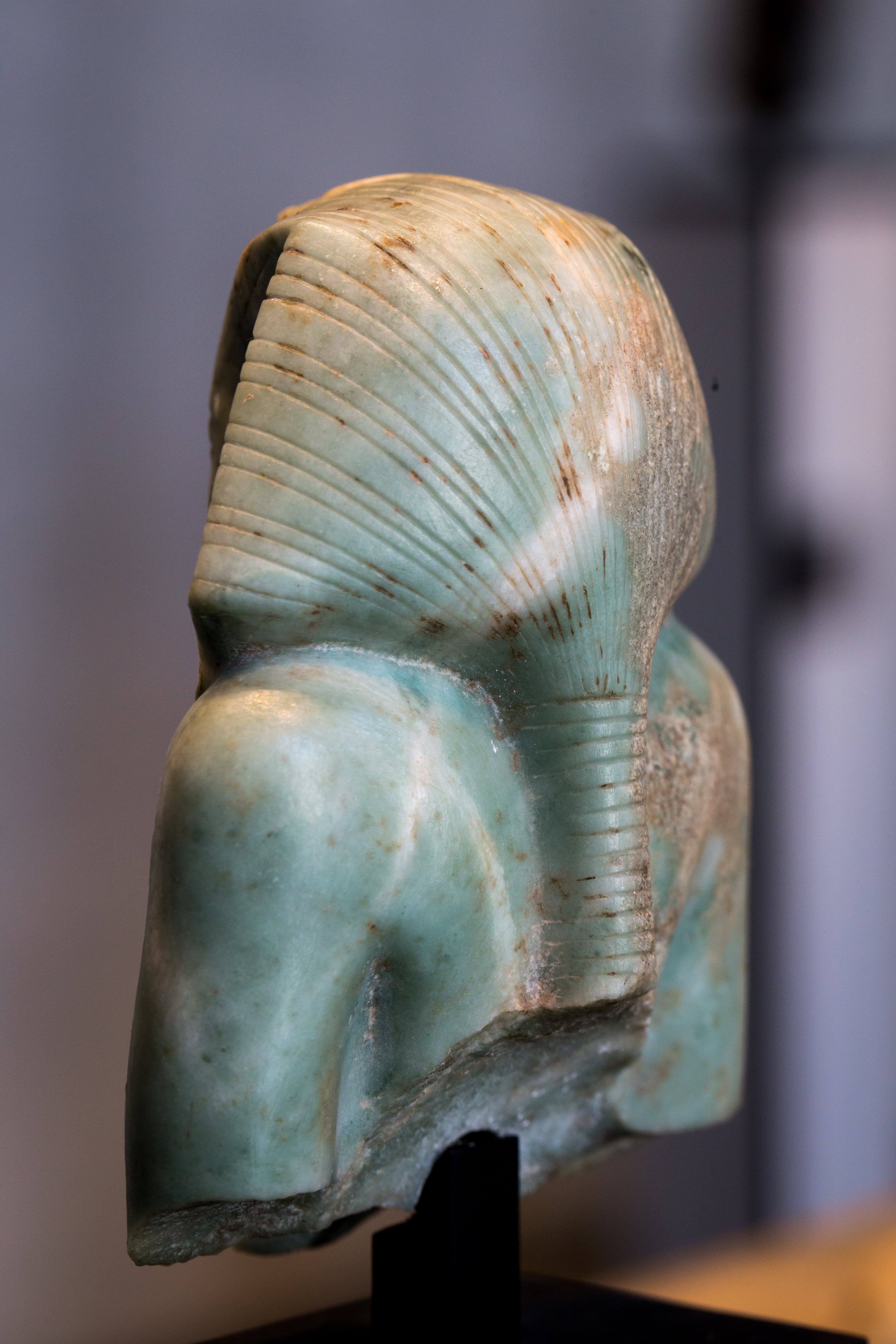
III. Amenemhat szobrának hátulja
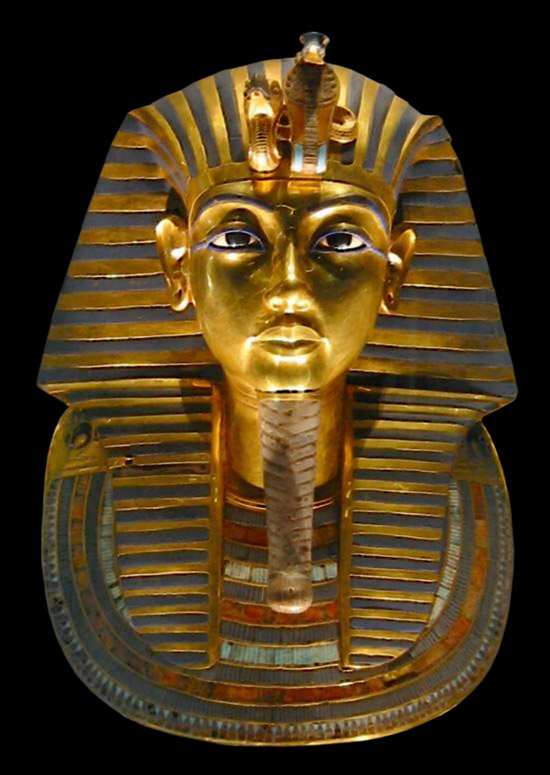
Tutanhamon nemesszel
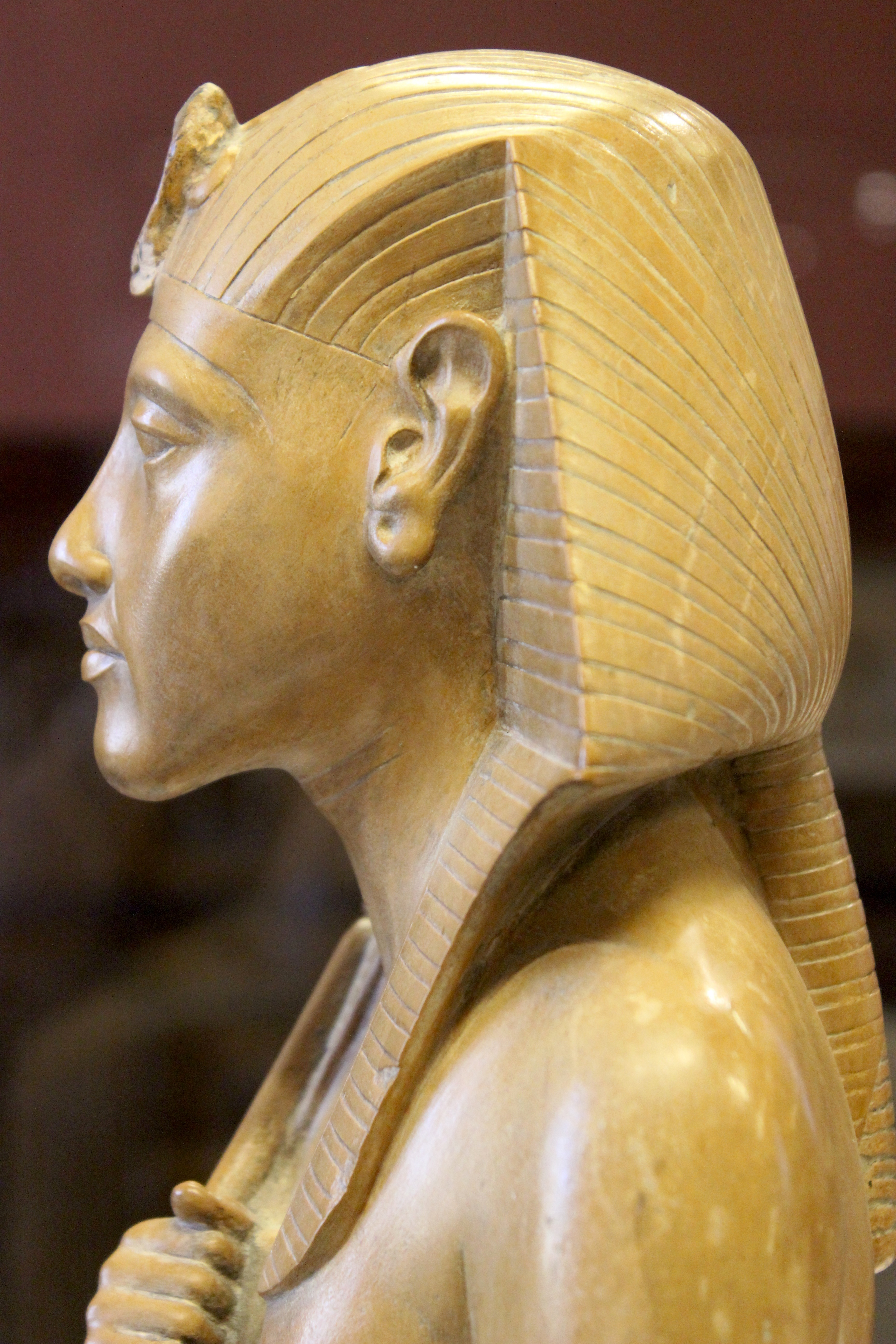
Ehnaton kis szobra profilból, nemesszel
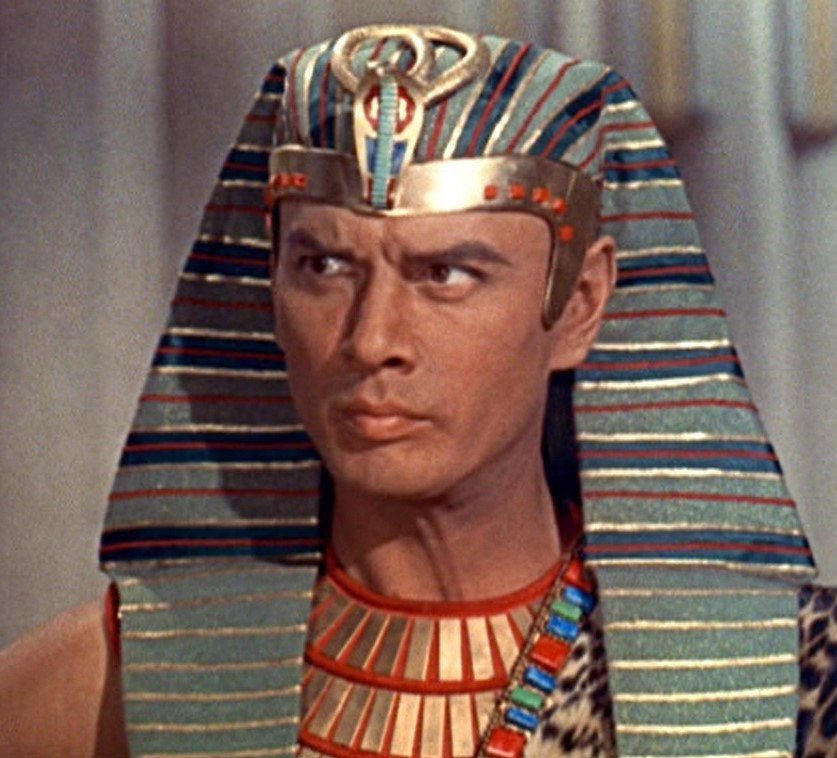
Yul Brynner mint II. Ramszesz a Tízparancsolatban

## Fordítás
- Ez a szócikk részben vagy egészben  a   Nemes című angol Wikipédia-szócikk ezen változatának fordításán alapul.  Az eredeti cikk szerkesztőit annak laptörténete sorolja fel. Ez a jelzés csupán a megfogalmazás eredetét és a szerzői jogokat jelzi, nem szolgál a cikkben szereplő információk forrásmegjelöléseként.